# بوب دونهام
بوب دونهام (بالإنجليزية: Bob Donham)‏ مواليد 11 أكتوبر 1926 في هاموند - الوفاة 21 سبتمبر 1983، كان لاعب كرة سلة أمريكي. بدأ مسيرته الاحترافية في سنة 1950. تم اختياره من قبل فريق بوسطن سيلتكس خلال الدرافت. حمل الرقم 12. بلغ طوله 6 قدم 2 بوصة (1.9 م). اعتزل اللعب في 1954.

## روابط خارجية
- بوب دونهام على موقع إن بي أي (الإنجليزية)
- بوب دونهام على موقع سبورتس رفرنس (الإنجليزية)
- بوب دونهام على موقع كلية كرة السلة في سبورتس رفرنس.كوم (الإنجليزية)
- بوب دونهام على موقع ريلجم (الإنجليزية)
- بوب دونهام على موقع بروبوليرز (الإنجليزية)